# Navigation sous-marine

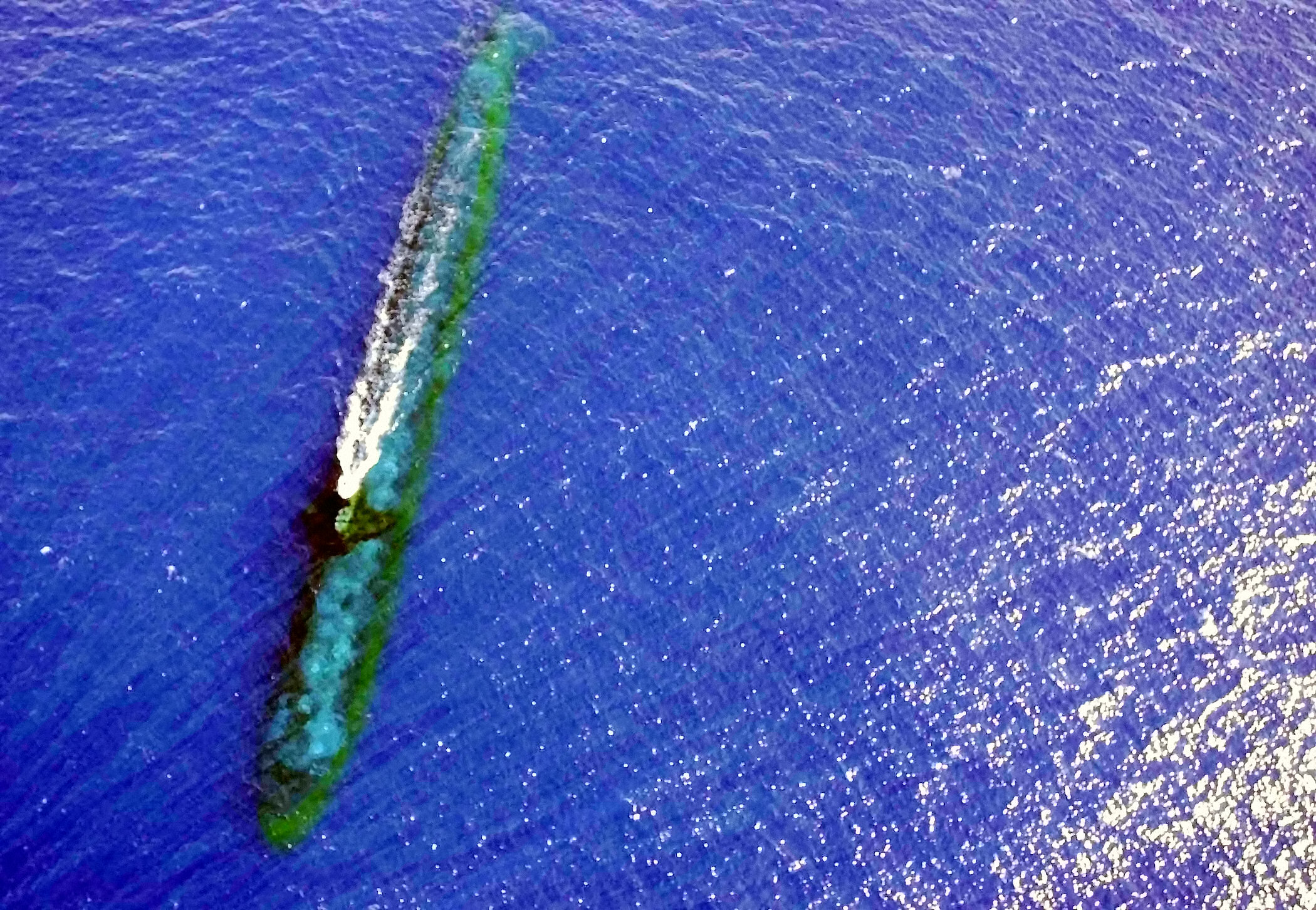
Un sous-marin à profondeur de périscope est visible depuis un aéronef.

La navigation sous-marine est le déplacement des sous-marins dans des conditions d'immersion qui exigent des compétences et technologies dont les navires de surface n'ont pas besoin.
Les défis de la navigation sous-marine croissent avec l'augmentation des temps d'immersion, les sous-marins parcourant de plus grandes distances et à plus grande vitesse.

## Conditions générales
Les sous-marins militaires voyagent en immersion dans un environnement d'obscurité totale sans fenêtres ni lumières. Fonctionnant en mode furtif, ils ne peuvent pas utiliser leurs systèmes de sonar actifs pour détecter les dangers sous-marins tels que les montagnes sous-marines, les plates-formes de forage ou d'autres sous-marins. Faire surface pour obtenir des repères de navigation est empêché par les systèmes de détection de lutte anti-sous-marine omniprésents tels que la surveillance radar et par satellite. Les mâts d'antenne et les périscopes équipés d'antennes peuvent être utilisés pour obtenir des signaux de navigation, mais dans les zones de surveillance intensive, seulement pendant quelques instants.